# オフィスバスターズ

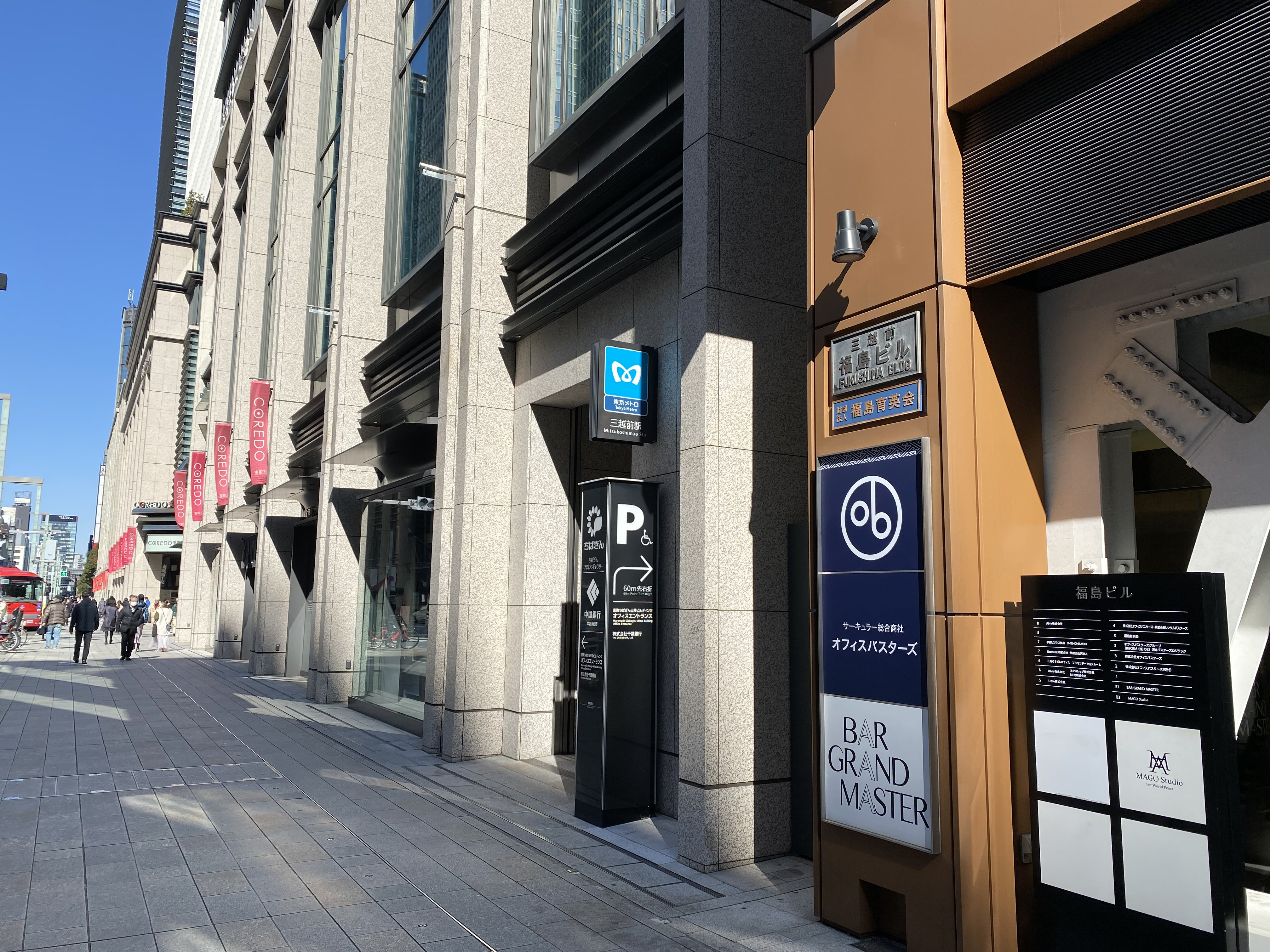
三越前本社 入り口外観

株式会社オフィスバスターズ（英文社名：OFFICE BUSTERS CORPORATION）とは、オフィス用品の販売・買取・レンタル、事務用品の3Rを推進している日本の企業である。本社を東京都中央区に置く。

## 概要

### 創業
2002年6月に前身となる株式会社アトライを創業。アトライでは、コピー機やパソコンなど中古事務機の輸出事業を担い、翌年、テンポスバスターズとの共同出資で、株式会社オフィスバスターズを設立。OA機器・オフィス家具の中古販売、新品販売、オフィス内装工事などを手掛ける。

### 事業拡大
事業を行っていく中で仕入れが重要である事を見いだし注力するようになる。当初、倒産する企業からの仕入れを基盤としていたがリースの入替やオフィスの移転にシフト。移転時の廃棄物を購入する事で、移転企業は処理費用を払わず販売益が発生することになり、ビジネスモデルとニーズが合致する形となり急激に拡大した。

### 環境活動（CSR）
新規の原料を必要としないオフィス家具工場を作るサーキュラー社会の実現を目指している。「もったいない意識」をビジネスに変えていくところを目指し、環境活動を重要視した活動を展開。
- 2011年 東日本大震災被災地への義援金寄付[8]
- 2012年 フィリピン被災地でのボランティア活動[9]
- 2013年 フィリピンにリーディングセンター設立[10]
- 2016年 熊本地震被災地への車いす100台寄付[11]
- 2019年 日本リユース業協会主催の富士山清掃に参加[12]
- 2020年 サークル・エコノミー協会へ加盟[13][14]

| 事業                             | 内容                                                                       |
| -------------------------------- | -------------------------------------------------------------------------- |
| オフィス環境コンサルティング事業 | オフィス移転時の廃棄物を減らす、廃棄する場合も環境に優しい方法で適正に処理 |
| 店舗販売事業                     | 廃棄物を減らすだけではなく、中古市場での販売                               |
| オフィス・プロデュース事業       | 壁やインテリア材料を含めた中古品でオフィス全体をつくることを提案           |

### 店舗展開
- 2003年 1号店を新宿に出店。
- 2005年 関東物流センターを開設。
- 2006年 10店舗へ拡大。
- 2011年 関西支社開設、20店舗へ拡大。
- 2016年 30店舗へ拡大。
- 2017年 中部支社開設。
- 2018年 九州支社開設。
- 2019年 北関東支社開設。
- 2020年 東北営業所を開設。

### 社長
- 天野太郎：2003年6月 - 2017年12月、2018年1月 - 代表取締役会長
- 熊谷正慶：2018年1月 - 現在[15]

### 社名
仕事場である「オフィス」と「バスターズ」＝掃除人に由来

### キャッチコピー
「もったいない」中古のオフィス家具やOA機器を発展途上国で販売することで、現在のように先進国と途上国との間の偏りや矛盾をなくすことを追求する。HPやパンフレットなど様々なシーンで用いられている。

## 沿革
出典：
- 2003年（平成15年）6月 - 代表である天野が株式会社テンポスバスターズと共同出資により設立。資本金1,000万円。
- 2004年（平成16年）8月 - 仕入部発足
- 2005年（平成17年）
  - 2月 - オフィスのゴミゼロスキームを住友商事グループとスタート。
  - 11月 - テレビ東京「日経スペシャル ガイアの夜明け」にて特集される。
  - 12月 - 資本金を5505万円に増資。
- 2006年（平成18年）
  - 4月 - プロジェクトマネジメント部発足。
  - 8月 - 世界自然保護基金（WWF）へのドネーションシステムをスタート。
- 2007年（平成19年）
  - 7月 - 外販部を発足。
  - 8月 - 環境企画部を発足。
  - 10月 - オフィスのゴミゼロスキームに関して営業譲渡を受ける。
- 2008年（平成20年）
  - 1月 - 環境を考慮したオフィスレイアウト、エコレイアウトサービススタート。
  - 5月 - 輸送車両におけるカーボンオフセットサービススタート。
  - 10月 - 早稲田大学との産学連携による、CO2削減データベース構築を開始。
- 2009年（平成21年）12月 - 資本金を6,705万円に増資。
- 2010年（平成22年）
  - 1月 - 居ぬき仲介事業を開始。オフィス開設支援事業を開始。
  - 8月 - 内装仕上工事業許可を取得。
  - 10月 - 中古買戻保証制度を開始。
  - 11月 - 内部監査室を設置。
- 2011年（平成23年）
  - 1月 - 産業廃棄物収集運搬業許可を取得。営業本部が発足。
  - 3月 - 監査役会を設置。
  - 7月 - 資本金を9,605万円に増資。早稲田大学と共同でオフィス家具再利用の節電効果をデータベース化。
- 2012年（平成24年）12月 - 資本金を9,995万円に増資。
- 2013年（平成25年）1月 - iPhoneアプリ「私の蔵」リリース。
- 2014年（平成26年）4月 - 資本金を1億705万円に増資。
- 2015年（平成27年）1月 - 株式会社レンタルバスターズを設立。
- 2017年（平成29年）
  - 6月 - 建設業国土交通省大臣許可を取得。
  - 7月 - 一級建築士事務所登録を取得。
- 2018年（平成30年）1月 - 天野太郎が代表取締役会長に、熊谷正慶が取締役社長にそれぞれ就任。
- 2019年（平成31年）1月 - 熊谷正慶が代表取締役社長に就任
- 2020年（令和2年）5月 - サークル・エコノミー協会に加盟[17]。
- 2023年（令和5年）12月 - TOKYO PRO Marketへ株式を上場[18]。

## 取扱商品

### 商品アイテム数
国内31店舗・倉庫に保管された総計8万点以上のオフィスアイテムを持つ

### 商品カテゴリ
ビジネスフォン、シュレッダー、複合機（コピー機）、防犯機器、OA機器その他オフィス家電、PC・PC周辺機器、オフィスチェア（椅子）、オフィスデスク（机）、ラック（棚）、書庫（本棚）、テーブル、ロッカー、金庫、脇机・ワゴン、応接セット、オフィスアクセサリー、パーテーション（間仕切り・衝立）、ホワイトボード、オフィス家具その他、受付カウンター チェア・デスクセット、オフィス移転

### 品質管理
中古品の場合、商品磨きと呼ばれる商品の汚れ（埃、黒ずみ、シールなど）をスポンジや洗剤、専用のヘラを使って除去し販売している

## 出版物・関連書籍
- オフィスの移転や開業、市場動向に関する記事などで企業向け販売価格指数がたびたび取り上げられる[23]
- 空室が日本を救う！[24]

## 拠点
日本全国に41拠点、海外（フィリピン）に5つの拠点を持つ。
| 種別           | 拠点名 |
| -------------- | --- |
| 支社           | 北関東支社、中部支社、関西支社、九州支社、東北営業所 |
| 物流拠点       | 東日本リユースロジスティクスベース、 西日本リユースロジスティクスベース |
| 東北店舗       | 仙台店 |
| 関東店舗       | つくば店、春日部・越谷店、 埼玉・蓮田店、 さいたま店、 千葉店、 松戸・柏店、 柏ネットセンター、 足立・葛飾店、 錦糸町店、 神田･大手町店、 日本橋店、 池袋店、 飯田橋サテライト、 六本木店、 新宿サテライト、 品川・三田店、 立川・八王子店、 川崎店、 横浜本店 |
| 中部店舗       | 岐阜店、 名古屋千種店、 名古屋本店 |
| 関西店舗       | 京都東寺店、 新大阪店、 大阪梅田本店、 大阪心斎橋店、 なんば・日本橋店、 大阪・堺店、 神戸・三宮店、 尼崎店/オフィスチェア店 |
| 九州店舗       | 福岡南店、 福岡博多店 |
| フィリピン店舗 | 5店舗 |

## 関連企業
複数のグループ会社が存在する。
| 社名                         | 事業内容                                                     |
| ---------------------------- | ------------------------------------------------------------ |
| 株式会社レンタルバスターズ   | 事業用資産のレンタル事業                                     |
| 株式会社CBM                  | 技術サービス業                                               |
| 株式会社オービーエス         | PC等の機器買取販売事業                                       |
| 株式会社バスターズロジテック | レンタル倉庫業                                               |
| 株式会社結                   | ビジネスマッチング事業                                       |
| 株式会社PB工芸社             | 工事事業                                                     |
| 株式会社アラームボックス     | 与信管理サービス事業                                         |
| 株式会社新日東               | OA機器・事務用品等の販売業、オフィス等のスペースプランニング |
| 株式会社エス･キャビネット    | オフィス機器・備品等販売業                                   |

## テレビ番組
- 日経スペシャル ガイアの夜明け オフィスを壊せ! ～儲けるための職場改革～（2005年11月8日、テレビ東京）[27] - 当世オフィス事情を取材。